# Tapiscia sinensis
Tapiscia sinensis är en tvåhjärtbladig växtart som beskrevs av Oliver. Tapiscia sinensis ingår i släktet Tapiscia och familjen Tapisciaceae. Utöver nominatformen finns också underarten T. s. macrocarpa.